# Secretele Președintelui
Secretele președintelui este un serial de comedie difuzat de Prima TV și semnat de Grig Chiroiu. A avut premiera pe 1 octombrie 2021 și contiună acțiunea din ultimele 2 sezoane ale Trăsniții.

## Distribuție
- Grig Chiroiu ca președintele Pupăză
- Toni Ionescu ca Mârlanu
- Bogdan Dumitrescu ca Chiorete
- Livia Taloi ca Ema
- Aniela Petreanu ca secretara
- Iuliana Mărgărit ca maior Anca Alexandrescu
- Eugen Cristea ca administratorul casei/Comunistul
- Diana Marina Andrei ca Varvara
- Jean Lemne ca Mateescu
- Alin Brancu ca Hassan
- Necunoscut  ca Omul din umbră

În alte roluri (Next Generation)
- Crenguța Ionescu
- Luca Dumitrescu
- Emilia Ivan
- Andrei Șerban
- Ana Maria Ștefan

Invitați speciali
- Roxana Nemeș
- Cristina Deleanu
- Ana Morodan
- Mihai Trăistariu
- Benny Adegbuyi
- Cornel Păsat
- Wilmark și mulți alții

## Sezoane
| Sezonul | Sezonul | Episoade | Episoade | Premiera TV        | Premiera TV       |
| Sezonul | Sezonul | Episoade | Episoade | Prima transmisie   | Ultima transmisie |
| ------- | ------- | -------- | -------- | ------------------ | ----------------- |
|         | 1       | 14       | 14       | 1 octombrie 2021   | 31 decembrie 2021 |
|         | 2       | 12       | 12       | 4 martie 2022      | 20 mai 2022       |
|         | 3       | 39       | 39       | 23 septembrie 2022 | 11 ianuarie 2023  |
|         | 4       | 24       | 24       | 26 martie 2023     | 23 iunie 2023     |
|         | 5       | 20       | 20       | 11 septembrie 2023 | 24 decembrie 2023 |
|         | 6       | 12       | 12       | 6 octombrie 2024   | 22 decembrie 2024 |
|         | 7       | 12       | 12       | 23 martie 2025     | 8 iunie 2025      |
|         | 8       | 1        | 1        | TBA 2025           | TBA 2025          |

## Episoade

### Sezonul 1 (2021)
| Nr. Ep. | În sezon | Titlu                  | Premiera          |
| ------- | -------- | ---------------------- | ----------------- |
| 1       | 1        | O noapte cu Melanie    | 1 octombrie 2021  |
| 2       | 2        | Next Generation        | 8 octombrie 2021  |
| 3       | 3        | Pupăză și cucuveaua    | 15 octombrie 2021 |
| 4       | 4        | Leul lui Dăncilă       | 22 octombrie 2021 |
| 5       | 5        | Flacără violentă       | 29 octombrie 2021 |
| 6       | 6        | Mausoleul              | 5 noiembrie 2021  |
| 7       | 7        | Reabilitarea           | 12 noiembrie 2021 |
| 8       | 8        | Alertă de urs          | 19 noiembrie 2021 |
| 9       | 9        | Micii... marelui Horia | 26 noiembrie 2021 |
| 10      | 10       | Porție de nutriționism | 3 decembrie 2021  |
| 11      | 11       | Preafericita Hara      | 10 decembrie 2021 |
| 12      | 12       | Marele blond           | 17 decembrie 2021 |
| 13      | 13       | Moș Crăciun            | 24 decembrie 2021 |
| 14      | 14       | Duelul revelioanelor   | 31 decembrie 2021 |

### Sezonul 2 (2022)
| Nr. Ep. | În sezon | Titlu                    | Premiera        |
| ------- | -------- | ------------------------ | --------------- |
| 15      | 1        | Putin câte Putin         | 4 martie 2022   |
| 16      | 2        | Robotul de la Cotroceni  | 11 martie 2022  |
| 17      | 3        | Fotomodelul              | 18 martie 2022  |
| 18      | 4        | Amorezul cu tourette     | 25 martie 2022  |
| 19      | 5        | Factură sau factură      | 1 aprilie 2022  |
| 20      | 6        | Dezbrăcatu'              | 8 aprilie 2022  |
| 21      | 7        | Demascarea               | 15 aprilie 2022 |
| 22      | 8        | Ziga Zaga sau O Sile Mio | 22 aprilie 2022 |
| 23      | 9        | Prințesa digitală        | 29 aprilie 2022 |
| 24      | 10       | Toți K1                  | 6 mai 2022      |
| 25      | 11       | Dictatorul și ostatecii  | 13 mai 2022     |
| 26      | 12       | Sosia                    | 20 mai 2022     |

### Sezonul 3 (2022)
| Nr. Ep. | În sezon | Titlu                      | Premiera           |
| ------- | -------- | -------------------------- | ------------------ |
| 27      | 1        | Vând palat!                | 27 septembrie 2022 |
| 28      | 2        | Sfidarea                   | 28 septembrie 2022 |
| 29      | 3        | Jos milităria din pod!     | 29 septembrie 2022 |
| 30      | 4        | Operațiunea Red Carcalac   | 1 octombrie 2022   |
| 31      | 5        | Bromura de la ora 5        | 2 octombrie 2022   |
| 32      | 6        | Alarma                     | 3 octombrie 2022   |
| 33      | 7        | Rase de colecție           | 8 octombrie 2022   |
| 34      | 8        | Ajutorul militar           | 9 octombrie 2022   |
| 35      | 9        | Canibalii                  | 11 octombrie 2022  |
| 36      | 10       | GAZ-ul                     | 14 octombrie 2022  |
| 37      | 11       | Asediații                  | 15 octombrie 2022  |
| 38      | 12       | Clopotele                  | 16 octombrie 2022  |
| 39      | 13       | Detelefonizarea            | 23 octombrie 2022  |
| 40      | 14       | Seceta                     | 24 octombrie 2022  |
| 41      | 15       | Puțin ochelariști          | 25 octombrie 2022  |
| 42      | 16       | Harta de rahat             | 30 octombrie 2022  |
| 43      | 17       | Sosia și deratizarea       | 31 octombrie 2022  |
| 44      | 18       | Sămânța mârlănească        | 1 noiembrie 2022   |
| 45      | 19       | Turkish Bazarm             | 6 noiembrie 2022   |
| 46      | 20       | Bomba zilei                | 7 noiembrie 2022   |
| 47      | 21       | Inamicul frecangiilor      | 8 noiembrie 2022   |
| 48      | 22       | Arta manipulării           | 13 noiembrie 2022  |
| 49      | 23       | Happy Birthday Mr- lanu!   | 14 noiembrie 2022  |
| 50      | 24       | Tablourile olandeze        | 15 noiembrie 2022  |
| 51      | 25       | Vin fermierii!             | 19 noiembrie 2022  |
| 52      | 26       | Omu' Negru                 | 20 noiembrie 2022  |
| 53      | 27       | Sirena                     | 22 noiembrie 2022  |
| 54      | 28       | Sarea-n bucate!            | 30 noiembrie 2022  |
| 55      | 29       | Săptămâna faptelor bune    | 1 decembrie 2022   |
| 56      | 30       | Vând pădure                | 2 decembrie 2022   |
| 57      | 31       | Comando pentru Ukraina     | 5 decembrie 2022   |
| 58      | 32       | Întăritoarele              | 11 decembrie 2022  |
| 59      | 33       | Testu' de fertilitate      | 12 decembrie 2023  |
| 60      | 34       | Tarta cu răvașe            | 17 decembrie 2022  |
| 61      | 35       | Buncărul                   | 19 decembrie 2022  |
| 62      | 36       | Ziua Cârtiței!             | 6 ianuarie 2023    |
| 63      | 37       | Caracal Dreamin'           | 7 ianuarie 2023    |
| 64      | 38       | Rambo din Carpați          | 9 ianuarie 2023    |
| 65      | 39       | Al treilea război mondial? | 11 ianuarie 2023   |

### Sezonul 4 (2023)
| Nr. Ep. | În sezon | Titlu                     | Premiera        |
| ------- | -------- | ------------------------- | --------------- |
| 66      | 1        | Novociocii 1              | 26 martie 2023  |
| 67      | 2        | Novociocii 2              | 27 martie 2023  |
| 68      | 3        | SandyBell și Ciupacabra 1 | 2 aprilie 2023  |
| 69      | 4        | SandyBell și Ciupacabra 2 | 3 aprilie 2023  |
| 70      | 5        | Relocarea 1               | 10 aprilie 2023 |
| 71      | 6        | Relocarea 2               | 11 aprilie 2023 |
| 72      | 7        | Iepurașul 1               | 17 aprilie 2023 |
| 73      | 8        | Iepurașul 2               | 18 aprilie 2023 |
| 74      | 9        | Arc- așii 1               | 25 aprilie 2023 |
| 75      | 10       | Arc- așii 2               | 26 aprilie 2023 |
| 76      | 11       | Gândacu' de bălegar 1     | 30 aprilie 2023 |
| 77      | 12       | Gândacu' de bălegar 2     | 1 mai 2023      |
| 78      | 13       | Operațiunea Cununia 1     | 8 mai 2023      |
| 79      | 14       | Operațiunea Cununia 2     | 9 mai 2023      |
| 80      | 15       | Refugiat sau asasin? 1    | 15 mai 2023     |
| 81      | 16       | Refugiat sau asasin? 2    | 16 mai 2023     |
| 82      | 17       | Survivor 1                | 28 mai 2023     |
| 83      | 18       | Survivor 2                | 29 mai 2023     |
| 84      | 19       | Imunizarea 1              | 30 mai 2023     |
| 85      | 20       | Imunizarea 2              | 31 mai 2023     |
| 86      | 21       | Zona 52 (1)               | 15 iunie 2023   |
| 87      | 22       | Zona 52 (2)               | 16 iunie 2023   |
| 88      | 23       | Mașină sau elicopter 1    | 22 iunie 2023   |
| 89      | 24       | Mașină sau elicopter 2    | 23 iunie 2023   |

### Sezonul 5 (2023)
| Nr. Ep. | În sezon | Titlu                             | Premieră           |
| ------- | -------- | --------------------------------- | ------------------ |
| 90      | 1        | Bătălie pe șefie 1                | 11 septembrie 2023 |
| 91      | 2        | Bătălie pe șefie 2                | 12 septembrie 2023 |
| 92      | 3        | Bătălia pe șefie continuă 1       | 27 septembrie 2023 |
| 93      | 4        | Bătălia pe șefie continuă 2       | 28 septembrie 2023 |
| 94      | 5        | PrimSinistrul interimar 1         | 29 septembrie 2023 |
| 95      | 6        | PrimSinistrul interimar 2         | 30 septembrie 2023 |
| 96      | 7        | Concentrarea 1                    | 3 octombrie 2023   |
| 97      | 8        | Concentrarea 2                    | 4 octombrie 2023   |
| 98      | 9        | Operațiunea valiza 1              | 12 octombrie 2023  |
| 99      | 10       | Operațiunea valiza 2              | 13 octombrie 2023  |
| 100     | 11       | Speedy Gonzalez                   | 22 octombrie 2023  |
| 101     | 12       | Întoarcerea                       | 29 octombrie 2023  |
| 102     | 13       | Știu ce-ai făcut Var-vara asta!   | 5 noiembrie 2023   |
| 103     | 14       | Butonul roșu                      | 12 noiembrie 2023  |
| 104     | 15       | Superman                          | 19 noiembrie 2023  |
| 105     | 16       | Drone și măști                    | 26 noiembrie 2023  |
| 106     | 17       | Tar-Zen sau ultimul Aerian-bedian | 3 decembrie 2023   |
| 107     | 18       | Amnezie generală                  | 10 decembrie 2023  |
| 108     | 19       | Terminator                        | 17 decembrie 2023  |
| 109     | 20       | Operațiunea Autobuzul             | 24 decembrie 2023  |

### Sezonul 6 (2024)
| Nr. Ep. | În sezon | Titlu                      | Premieră          |
| ------- | -------- | -------------------------- | ----------------- |
| 110     | 1        | Butonul de panică          | 6 octombrie 2024  |
| 111     | 2        | Înscenarea                 | 13 octombrie 2024 |
| 112     | 3        | Competiția                 | 20 octombrie 2024 |
| 113     | 4        | Sosia se întoarce          | 27 octombrie 2024 |
| 114     | 5        | Ferma animalelor           | 3 noiembrie 2024  |
| 115     | 6        | Cum să scapi de urs        | 10 noiembrie 2024 |
| 116     | 7        | Tradiții electorale        | 17 noiembrie 2024 |
| 117     | 8        | Nunta                      | 24 noiembrie 2024 |
| 118     | 9        | Înmormântarea politică     | 1 decembrie 2024  |
| 119     | 10       | Experimentul Olănești      | 8 decembrie 2024  |
| 120     | 11       | Marea demascare            | 15 decembrie 2024 |
| 121     | 12       | "Victoria, dragostea mea!" | 22 decembrie 2024 |

### Sezonul 7 (2025)
| Nr. Ep. | În sezon | Titlu                         | Premieră        |
| ------- | -------- | ----------------------------- | --------------- |
| 122     | 1        | AI sau n-AI operație?         | 23 martie 2025  |
| 123     | 2        | Par-anormal!                  | 30 martie 2025  |
| 124     | 3        | Dragoste la prima consultație | 6 aprilie 2025  |
| 125     | 4        | Trompeta și sifonul!          | 13 aprilie 2025 |
| 126     | 5        | Fătălăul și dictatoarea       | 20 aprilie 2025 |
| 127     | 6        | Cramă cu premeditare          | 27 aprilie 2025 |
| 128     | 7        | Glonțul magic                 | 4 mai 2025      |
| 129     | 8        | Battle of the generation      | 11 mai 2025     |
| 130     | 9        | Depresia                      | 18 mai 2025     |
| 131     | 10       | Terapie încrucișată           | 25 mai 2025     |
| 132     | 11       | Operațiunea Masca de Fier     | 1 iunie 2025    |
| 133     | 12       | Un nou Președinte!            | 8 iunie 2025    |

### Sezonul 8 (2025)
| Nr. Ep. | În sezon | Titlu | Premieră |
| ------- | -------- | ----- | -------- |
| 134     | 1        | TBA   | TBA 2025 |